# El callejón de los milagros
El callejón de los milagros este un film dramatic mexican din 1995, regizat de Jorge Fons și inspirat din romanul omonim⁠(d) scris de autorul egiptean Naghib Mahfuz, laureat al Premiului Nobel pentru Literatură în 1988. Este considerat unul dintre cele mai apreciate filme din cinematografia mexicană contemporană, cunoscut pentru structura narativă complexă, personajele autentice și temele universale abordate.

## Rezumat
Filmul prezintă viața cotidiană a locuitorilor dintr-un cartier popular din Ciudad de México, concentrându-se pe interacțiunile dintre personajele care trăiesc pe o mică alee, denumită metaforic „aleea miracolelor”. Structurat în patru părți distincte, fiecare secțiune urmărește perspectiva unui alt personaj, convergând toate în jurul aceleiași povești. Această abordare narativă oferă o perspectivă multiplă asupra acelorași evenimente, subliniind complexitatea relațiilor interumane, conflictul dintre tradiție și modernitate, și dilemele morale dintr-o societate urbană în tranziție.
Printre temele centrale se numără iubirea interzisă, violența domestică, ipocrizia religioasă, homosexualitatea reprimată, dar și visurile neîmplinite ale oamenilor simpli.

## Distribuție
- Salma Hayek – Alma, o tânără frumoasă și seducătoare, care devine victimă a pasiunilor și prejudecăților sociale.
- Ernesto Gómez Cruz – Rutilio, un bărbat în vârstă, proprietar de bar, care ascunde o viață dublă.
- Bruno Bichir – Abel, un tânăr idealist care visează la o viață mai bună.
- María Rojo, Claudio Obregón, Luis Felipe Tovar, Verónica Merchant, Jesús Ochoa și alții completează distribuția.

## Producție
Scenariul a fost adaptat de scriitorul Vicente Leñero, care a reușit să transpună acțiunea din Egiptul interbelic în Mexicul contemporan, păstrând totodată esența umanistă a romanului original. Filmările au avut loc în diferite zone ale capitalei mexicane, ilustrând fidel atmosfera urbană tensionată și viața de zi cu zi a claselor muncitoare.

## Recepție critică
El callejón de los milagros a fost aclamat de critici pentru rafinamentul artistic, povestea densă și performanțele actoricești remarcabile. Filmul a câștigat 11 premii Ariel (echivalentul mexican al Premiilor Oscar), printre care și pentru cel mai bun film, cel mai bun regizor și cea mai bună actriță în rol secundar. A fost nominalizat la Festivalul Internațional de Film de la Berlin și a câștigat Premiul Goya pentru cel mai bun film ibero-american în 1996.
Filmul are o notă pozitivă pe platformele de specialitate, fiind considerat una dintre cele mai bune adaptări ale unui roman arab într-un context latino-american.

## Adaptarea romanului
Romanul original, Zuqāq al-Midaqq (1947), este una dintre cele mai cunoscute opere ale lui Naghib Mahfuz. Acțiunea cărții are loc în Cairoul anilor 1940 și urmărește viața oamenilor care locuiesc pe o alee îngustă, reflectând luptele lor morale și aspirațiile. Adaptarea cinematografică transpune aceste teme în contextul mexican, păstrând însă conflictul de clasă, presiunile religioase și rolurile de gen.

## Premii și nominalizări (selecție)
- Premiile Ariel (Mexic):
  - Câștigător: Cel mai bun film, Cel mai bun regizor, Cel mai bun actor în rol secundar etc.
- Festivalul Internațional de Film de la Berlin (1995):
  - Nominalizare la Ursul de Aur
- Premiul Goya (1996):
  - Câștigător: Cel mai bun film străin de limbă spaniolă

## Moștenire și influență
Filmul a marcat începutul carierei internaționale a Salmei Hayek, care ulterior a devenit una dintre cele mai cunoscute actrițe mexicane la Hollywood. De asemenea, este frecvent studiat în cercurile academice pentru structura narativă inspirată de literatura modernistă și pentru capacitatea sa de a adapta un cadru cultural străin într-unul local autentic.